# (5551) Glikson
(5551) Glikson est un astéroïde de la ceinture principale.

## Description
(5551) Glikson est un astéroïde de la ceinture principale. Il fut découvert le 24 janvier 1982 à l'Observatoire Palomar par Carolyn S. Shoemaker et Eugene M. Shoemaker. Il présente une orbite caractérisée par un demi-grand axe de 2,32 UA, une excentricité de 0,20 et une inclinaison de 24,0° par rapport à l'écliptique.

## Compléments